# Simone Martin
Simone M.M. Martin (ur. 14 kwietnia 1943 w Tourcoing) – francuska polityk, samorządowiec i działaczka rolnicza, posłanka do Parlamentu Europejskiego I, II i III kadencji.

## Życiorys
Kształciła się w zawodzie pielęgniarki. Następnie pracowała w różnych organizacjach rolniczych, a także prowadziła własne gospodarstwo rolne. W latach 1972–1974 była szefową CDJA, departamentalnego centrum dla młodych rolników, a w latach 1974–1978 wiceszefową organizacji na poziomie krajowym. Od 1973 należała do izby rolniczej, od 1975 do jej biura. W 1978 została szefem EDE (departamentalnej organizacji hodowców zwierząt) w Górnej Marnie, w 1979 sekretarzem izby rolniczej tamże. Objęła funkcję zastępcy członka w stałym zgromadzeniu izb rolniczych Francji.
Związała się z Partią Republikańską. Została radną w Saint-Dizier oraz członkiem regionalnego komitetu społeczno-ekonomicznego w Szampanii-Ardenach. W 1979, 1984 i 1989 uzyskiwała mandat deputowanej do Parlamentu Europejskiego z listy koalicyjnej Unii na rzecz Demokracji Francuskiej (w 1984 i 1989 w koalicji ze RPR, w 1989 także z CNI). Przystąpiła do Grupy Liberalnej, Demokratycznej i Reformatorskiej, należała do delegacji UDF i PR w różnych kadencjach. Została wiceprzewodniczącą Delegacji ds. stosunków z Japonią (1985–1987), a także członkiem m.in. Komisji ds. Rolnictwa, Rybołówstwa i Rozwoju Wsi, Komisji ds. Polityki Regionalnej i Planowania Regionalnego oraz Komisji ds. Środowiska Naturalnego, Zdrowia Publicznego i Ochrony Konsumentów. W ramach Komisji ds. dochodzenia w sprawie sytuacji kobiet w Europie stworzyła raport przyjęty w 1983 przez PE.
Dama m.in. Orderu Zasługi Rolniczej.